# Facultad de Ciencias Exactas y Naturales y Agrimensura
La Facultad de Ciencias Exactas y Naturales y Agrimensura (FACENA) es una de las once unidades académicas de la Universidad Nacional del Nordeste (UNNE). 
En la actualidad se dictan 13 carreras de grado estables: tres de ingeniería, cuatro profesorados, cinco licenciaturas y además Bioquímica. 

## Reseña histórica
Esta Facultad surgió de la fusión del Instituto del Profesorado con la Escuela de Agrimensura, y fue creada el 20 de julio de 1957 con el nombre de «Facultad de Ciencias Exactas, Físicas y Naturales».

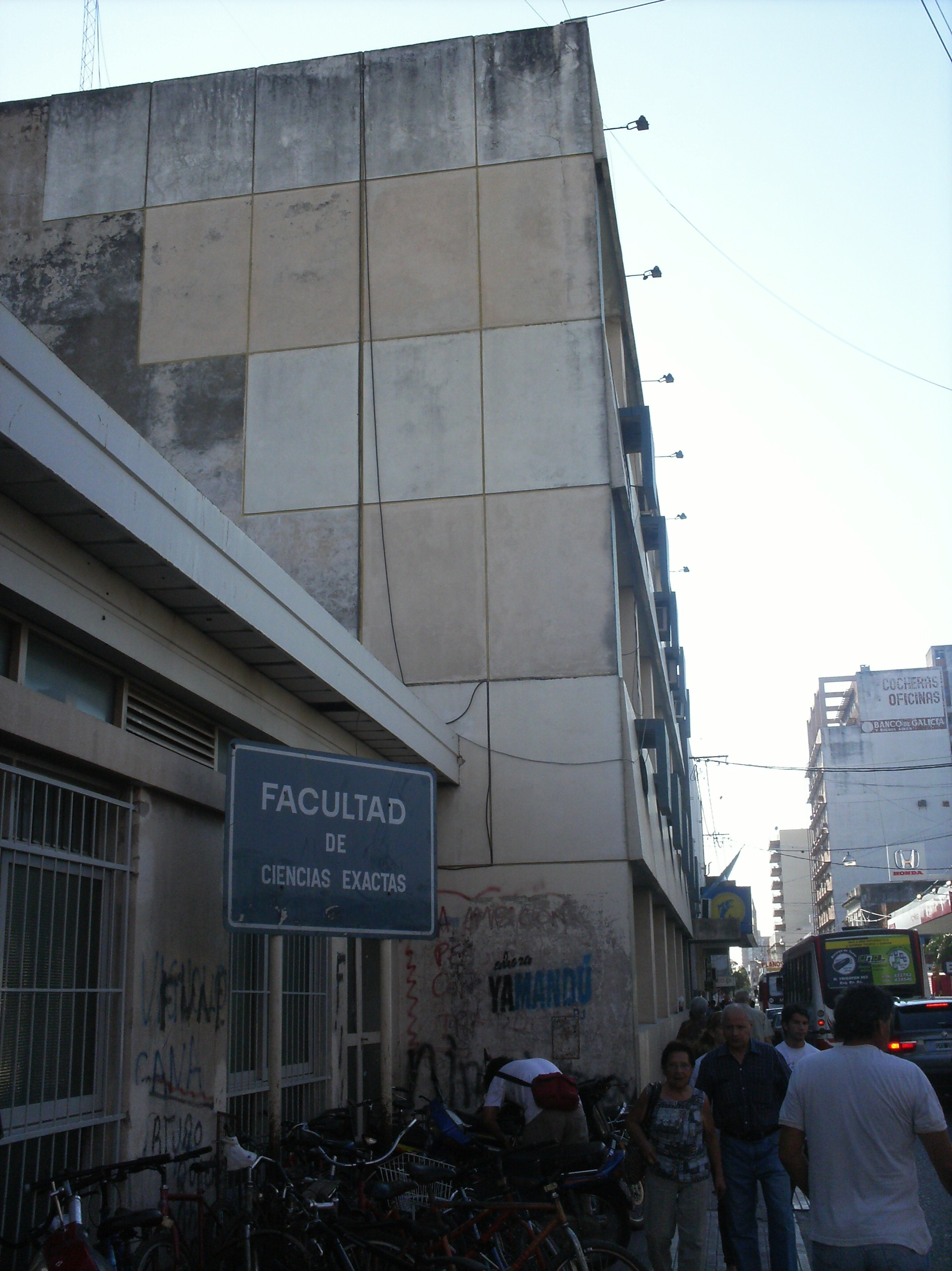
Facultad de Ciencias Exactas, calle 9 de Julio N.º 1449, ciudad de Corrientes.

La primera demanda de la sociedad, manifestada incluso antes de la creación de la Facultad, fue la de contar con profesores en las ciencias básicas: Matemática, Física, Química y Biología. Tuvo respuestas con la creación del Instituto del Profesorado y con los Profesorados de dichas especialidades. 
Ya en la década de 1960 y en el convencimiento de que antes de enseñar es necesario que se hubiera producido un desarrollo de considerable magnitud de los conocimientos disciplinares, se crearon las Licenciaturas en las mismas cuatro ciencias básicas y, más tarde, con la llegada de docentes provenientes de las universidades nacionales de La Plata, del Litoral y de Tucumán, se inició la constitución de grupos de investigación y con ellos el desarrollo de las ciencias básicas en el nordeste argentino (NEA).
La acción de los egresados dentro de la misma Universidad permitió atender las necesidades de personal académicamente competente requerido por otras Facultades como ser Ingeniería, Agronomía, Veterinaria, Ciencias Económicas, y en cierta medida Medicina.
A mediados de la década de 1970 las demandas del medio estuvieron relacionadas con carreras de tipo profesional con fuerte y amplio basamento en las ciencias matemáticas, físicas y químicas. Como respuesta a esas necesidades surgieron nuevas carreras vinculadas con la Computación, la Ingeniería y la Bioquímica.
En el área de Ingeniería, en 1970 se creó la carrera de Ingeniería Electricista con dos orientaciones: Industrial y Electrónica, que luego evolucionaron hacia las actuales dos carreras.
En 1975 se creó la carrera Bioquímica sobre la base de la fortaleza en las Ciencias Básicas y con el aporte de las Facultades de Medicina y de Veterinaria en la formación biomédica.
En Computación o Informática, disciplina con fuerte auge en ese entonces, se creó la carrera de Experto en Estadística y Computación que luego de modificaciones sucesivas pasando por la Licenciatura en Sistemas dio lugar a la actual Licenciatura en Sistemas de Información.
En la actualidad dictan 26 carreras de grado estables de las cuales 13 corresponden a planes en proceso de extinción y 13, que no son exactamente las mismas, corresponden a propuestas de nuevos planes de estudio.

## Campus
Esta Facultad posee dos sedes donde se desarrollan sus actividades tanto académicas como administrativas, ambas se ubican en la capital correntina. La principal sede está ubicada específicamente en el Campus "Deodoro Roca", sobre avenida Libertad 5460. Pero además posee la sede en el centro de la misma ciudad sobre la calle 9 de julio de 1449, la cual fuere su primera y única sede hasta la creación del citado campus.

## Titulaciones

### Carreras de grado
Profesorados, Licenciaturas e Ingenierías:
- Ingeniería en Agrimensura
- Bioquímica
- Ingeniería Eléctrica
- Ingeniería en Electrónica
- Licenciatura en Ciencias Biológicas - Orientación: 
  - Botánica
  - Genética
  - Paleontología
  - Zoología
  - Ecología
- Licenciatura en Ciencias Zoológicas - Orientación Zoología
- Licenciatura en Ciencias Físicas
- Licenciatura en Ciencias Químicas
- Licenciatura en Matemática
- Licenciatura en Sistemas de Información
- Profesorado en... 
  - Biología
  - Ciencias Químicas y del Ambiente
  - Física
  - Matemática

### Carreras de postgrado
Doctorados y Maestrías:
- Doctorado en Biología. Título: Doctor de la UNNE en Biología
- Doctorado en Bioquímica. Título: Doctor de la UNNE en Bioquímica
- Doctorado en Ciencias Químicas. Título: Doctor de la UNNE en Ciencias Químicas
- Doctorado en Física. Título: Doctor de la UNNE en Física
- Doctorado en Ingeniería de Sistemas y Computación. Título: Doctor en Ingeniería de Sistemas y Computación (UNNE—Universidad de Málaga)
- Doctorado en Matemática. Título: Doctor de la UNNE en Matemática
- Maestría en Ingeniería del Software. Título: Magíster en Ingeniería del Software (UNNE—UNLP)